# 今泉マユ子
今泉 マユ子（いまいずみ まゆこ）は、管理栄養士・食育指導士・防災食アドバイザー。日本災害食学会災害食専門職。「レトルトの女王」「缶詰の達人」として各種メディア、講演会で活動。1969年生まれ。株式会社オフィスRM代表。

## 略歴
管理栄養士として、大手企業の社員食堂、病院、保育園に長年勤務した。食育、災害食、SDGsに力を注ぎ、2014年に管理栄養士の会社を起業。レシピ開発を行い、防災食アドバイザーとして全国で400以上の講演を行う。著書は『SDGsクッキング』『もしもごはん』『防災教室』シリーズなど、22冊にのぼる。「レトルトの女王」「缶詰の達人」とも呼ばれ、テレビ出演は200件以上、ラジオ出演は300件以上になる。新聞、雑誌、WEBサイトなどでも活躍中。

## テレビ出演
- NHK：「あさイチ」3回「おはよう日本」2回「ニュースシブ5時」「首都圏ネットワーク」2回
- Eテレ：「まいにちスクスク」
- 日本テレビ：「ヒルナンデス！」5回「ZIP！」3回「news every. 」「NEWS ZERO」
- TBS：「王様のブランチ」6回「マツコの知らない世界」「Nスタ」
- フジテレビ：「梅沢富美男のズバッと聞きます!」「プライムニュース イブニング」
- テレビ朝日：「マツコ＆有吉 かりそめ天国」「おべんとレター。」「家事ヤロウ!!!」2回
- テレビ東京：「たけしのニッポンのミカタ!」「L4 YOU!」4回「ヒットの裏側を探れ！発想ハンター」
- STV札幌テレビ：「どさんこワイド」4回
- テレビ神奈川：「旬菜ナビ」2回
- 関西テレビ：「みんなのニュース ワンダー イマ知り！」
- 毎日放送：「メッセンジャーの○○は大丈夫なのか?」
- ABC朝日放送：「おはよう朝日です」「キャスト」
- 読売テレビ：「ワケあり！レッドゾーン」
- FBS福岡放送：「めんたいワイド」
- BSフジ：「水前寺清子情報館」「時空博物館」
- BSジャパン：「テレビ日経おとなのOFF」　　　ほか

## 出版物
- 「もしも」のときに役に立つ！　防災クッキング3　水道が止まったときに役立つレシピ　フレーベル館　2019年12月13日
- 「もしも」のときに役に立つ！　防災クッキング2　自分を守る！食べもののそなえとじゅんび　フレーベル館　2019年10月24日
- 「もしも」のときに役に立つ!　 防災クッキング１　電気・ガスが止まったときに役立つレシピ　フレーベル館　2019年8月30日
- 災害時でもおいしく食べたい!　簡単「みそ汁」&「スープ」レシピ もしもごはん２　清流出版　2019年8月3日
- 新装版 親子で学ぶ防災教室　身の守りかたがわかる本　理論社 2019年06月
- 新装版 親子で学ぶ防災教室　災害食がわかる本　理論社　2019年06月
- こどものための防災教　身の守りかたがわかる本　理論社　2019年1月18日
- こどものための防災教　災害食がわかる本　理論社 2018年08月18日
- レトルトの女王のアイデアレシピ　ラクラクごはん　清流出版　2018年5月19日
- 作りおきより簡単便利　レトルトアレンジレシピ50　マガジンランド 2017年12月16日
- ３０秒から作れて、毎日食べたくなる！すぐウマごはん　SBクリエイティブ　2017年12月9日
- 「もしも」に役立つ! おやこで防災力アップ　清流出版　2017年8月5日
- 災害時に役立つ　かんたん時短、「即食」レシピ もしもごはん　清流出版　2016年8月
- 『もしも』に備える食　災害時でも、いつもの食事を　清流出版　2015年2月
- からだにおいしい缶詰レシピ　法研　2015年2月23日
- 体と心がよろこぶ缶詰『健康』レシピ　清流出版　2015年1月

## 資格
管理栄養士、防災士、横浜防災ライセンス、エコ・クッキングナビゲーター、調理師、野菜ソムリエ、水のマイスター、食育指導士、フードライフコーディネーター、環境アレルギーアドバイザー、日本災害食学会災害食専門員

## 所属
日本防災士会・日本災害食学会・日本栄養士会・日本災害医学会・NPO法人岡山コーチ協会理事・日本栄養士会災害支援チーム（JDA-DAT）